# مسجد أحمد الثالث
مسجد أحمد الثالث (باليونانية: Τζαμί του Αχμέτ Γ΄)‏، المعروف أيضًا باسم مسجد أكروكورينث (باليونانية: Τζαμί της Ακροκορίνθου)‏ أو مسجد أحمد باشا (بالتركية: Ahmet Paşa Camii)‏،: هو مسجد عثماني يقع في قلعة أكروكورينث، في بيلوبونيز، اليونان. تم بناء النصب التذكاري على موقع مسجد يعود تاريخه إلى القرن السادس عشر، بأمر من السلطان أحمد الثالث بعد إعادة الفتح العثماني في 1715. وهو الآن في حالة مدمرة في الغالب، مهجور ومهمل، إلا أنه خضع لبعض أعمال الترميم في 2000.

## البنيان
يتميز مسجد أحمد الثالث، الذي تبلغ أبعاده 8.50 × 9.50 مترًا، بخصائص ومخطط بسيط للمساجد العثمانية الأولى في البلقان. لا تزال آثار المسجد السابق واضحة حتى اليوم، لا سيما في النمط المدبب للفتحات، وهو نموذج للفترة العثمانية المبكرة.
البناء العام غير متجانس بشكل خاص، ويتكون بشكل رئيسي من الحجر الجيري وعدد قليل من الطوب المرتب بشكل عشوائي. أما الجدران الخارجية التي يبلغ طولها 0.70 متر فهي أكثر تحكمًا في الأركان وفي قاعدة المئذنة، حيث تم دمج المواد من المباني القديمة. توجد على الواجهة الرئيسية إلى الشمال آثار لترتيبات الفترة البندقية الثانية، ولا سيما استخدام لبنة العقد في الجزء العلوي من الباب وأسد مار مرقص، شعار جمهورية البندقية.

## أنظر أيضا
- الإسلام في اليونان
- قائمة المساجد السابقة في اليونان
- قائمة مساجد اليونان
- اليونان العثمانية